# Camilla Itsimaera
Camilla Itsimaera – nauruańska dyplomatka.
W 2004 roku była wysoką komisarz Republiki Nauru na Fidżi; jej poprzedniczką była prawdopodobnie Millicent Aroi.